# آلبرتو بونوچی
آلبرتو بونوچی (ایتالیایی: Alberto Bonucci؛ ۱۹ مهٔ ۱۹۱۸ – ۵ آوریل ۱۹۶۹) یک کارگردان، و هنرپیشه اهل ایتالیا بود.
از فیلم‌هایی که وی در آن نقش داشته است، می‌توان به روشنایی‌های واریته، چرخ و فلک ناپل و این دنیای دیوانهٔ دیوانهٔ ترانه اشاره کرد.